# Tommy Mustac
Tommy Mustac (bürgerlich: Tomislav Mustac) (* 2. Juli 1973 in Zadar, Kroatien) ist ein Schweizer Unterhaltungskomponist kroatischer Abstammung.
1998 gewann er mit der von ihm entdeckten Francine Jordi und dem Titel Das Feuer der Sehnsucht den Grand Prix der Volksmusik. Er war der jüngste Songautor und Produzent in der Geschichte der Wettbewerbssieger. Seitdem arbeitet er professionell als Komponist, Arrangeur und Produzent in den Bereichen Volksmusik, Schlager und Pop.
Mit einer Neuaufnahme seines Grand-Prix-Siegertitels führte er 2008 sieben Wochen lang die Schweizer Verkaufscharts an.
Airplay-Hits und Verkaufserfolge hatte er mit Kristina Bach, Die Paldauer, Mireille Mathieu, Angelika Milster, Patrick Lindner, Franziska, Sigrid & Marina, Stefan Roos, Florian Fesl und anderen. Er arbeitete u. a. mit den Textautoren Kristina Bach, Franz Brachner und Tobias Reitz.
Seit 2008 ist Tommy Mustac Exclusive Writer für Sony/ATV Music Publishing.